# Леон, Виктор
Ви́ктор Лео́н (нем. Viktor Léon, в некоторых источниках: Victor Léon, 1858—1940) — австрийский либреттист, драматург, поэт и театральный режиссёр. Настоящая фамилия: Виктор Хиршфельд (Victor Hirschfeld). Автор многочисленных либретто для опер и оперетт, в том числе для Иоганна Штрауса, Лео Фалля, Франца Легара, Имре Кальмана. Наибольшую известность получила его (совместно с Лео Штайном, 1905 год) оперетта «Весёлая вдова» с музыкой Легара.

## Биография
Родился в западно-словацком городе Сеница близ Прессбурга (ныне — Братиславы), в семье раввина Якова Генриха Гиршфельда. Вначале изучал философию в университетах Аугсбурга и Вены, затем учился в Венской консерватории. 
Начал карьеру в качестве журналиста, затем начал сотрудничать с различными театрами под псевдонимом «Виктор Леон». В Вене подружился с Германом Баром.
В начале 1880-х годов написал ряд либретто для музыкальных спектаклей, которые ставились в Вене и Будапеште. Среди композиторов этих пьес были Макс фон Вайнцирль и Альфред Замара. Первую известность принёс Леону спектакль «Двойник» (Der Doppelgänger, сентябрь 1886 года) с музыкой Замары.
Далее Леон писал либретто для оперетт Иоганна Штрауса (Simplicius), Йозефа Хельмесбергера, Альфонса Цибульки, Рудольфа Деллинджера, Франца Зуппе. Он также создал немецкие версии либретто оперетт Артура Салливана и других зарубежных композиторов. Леон стал главным режиссёром венского Карл-театра (1882, позже ещё раз с 1897 года), затем театра Ан дер Вин (1883). Давал уроки актёрского мастерства.
В 1898 году большой успех имела оперетта Рихарда Хойбергера «Бал в опере» на либретто Виктора Леона. В следующем году репутацию Леона и его соавтора Лео Штейна упрочила оперетта «Венская кровь» (музыка собрана Адольфом Мюллером из разных вальсов и оперетт Иоганна Штрауса). Начиная с 1902 года, Леон сотрудничает с Францем Легаром, написав либретто для четырёх его оперетт. Триумфальный успех заслужила их оперетта «Весёлая вдова» (1905 год).
Жена — Оттилия Поппер (Ottilie Popper, 1869—1942). Их дочь Лицци (Lizzy) вышла замуж за руководителя Ан дер Вин Губерта Маришку. В 1918 году Лицци перенесла тяжёлые роды (третьего ребёнка) и умерла от аппендицита в возрасте 30 лет. Леон посвятил её памяти либретто оперетты «Жёлтая кофта», героиню которой зовут Лиза — так называлась оперетта Легара, идею которой предложила Лицци незадолго до своей смерти.
После нацистской оккупации Австрии (1938) вся собственность Леона была конфискована. Сам 80-летний Леон два года скрывался от гестапо, в 1940 году он умер от голода. Его могила расположена на Хитцингском кладбище Вены (Gruppe 12, Nummer 71)..

## Творчество

### Пьесы
- Fräulein Lehrerin, 1905
- Der große Name, 1909

### Либретто
| Название оперетты                 | Немецкое название       | Год  | Композитор        |
| --------------------------------- | ----------------------- | ---- | ----------------- |
| Двойник                           | Der Doppelgänger        | 1886 | Альфред Замара    |
| Симплициус                        | Simplicius              | 1887 | Иоганн Штраус     |
| Модель                            | Das Modell              | 1895 | Франц Зуппе       |
| Забастовка кузнецов               | Der Streik der Schmiede | 1897 | Макс Йозеф Бер    |
| Бал в опере                       | Der Opernball           | 1898 | Рихард Хойбергер  |
| Венская кровь                     | Wiener Blut             | 1899 | Иоганн Штраус     |
| Польский еврей                    | Der polnische Jude      | 1901 | Карел Вайс        |
| Решетник                          | Der Rastelbinder        | 1902 | Франц Легар       |
| Красоты Фогараса                  | Die Schönen von Fogaras | 1903 | Альфред Грюнфельд |
| Босоножка                         | Barfüßele               | 1904 | Рихард Хойбергер  |
| Божественный супруг               | Der Göttergatte         | 1904 | Франц Легар       |
| Весёлая вдова                     | Die lustige Witwe       | 1905 | Франц Легар       |
| Счастливый крестьянин             | Der fidele Bauer        | 1907 | Лео Фалль         |
| Разведёнка                        | Die geschiedene Frau    | 1908 | Лео Фалль         |
| Ночной экспресс                   | Der Nachtschnellzug     | 1913 | Лео Фалль         |
| Солдат в отпуске, или Добрый друг | Der gute Kamerad        | 1914 | Имре Кальман      |
| Венские народные певцы            | Wiener Volkssanger      | 1919 | Роберт Малер      |
| Жёлтая кофта, или Страна улыбок   | Die gelbe Jacke         | 1923 | Франц Легар       |
| Барберина                         | La Barberina            | 1928 | Лео Ашер          |

## Память

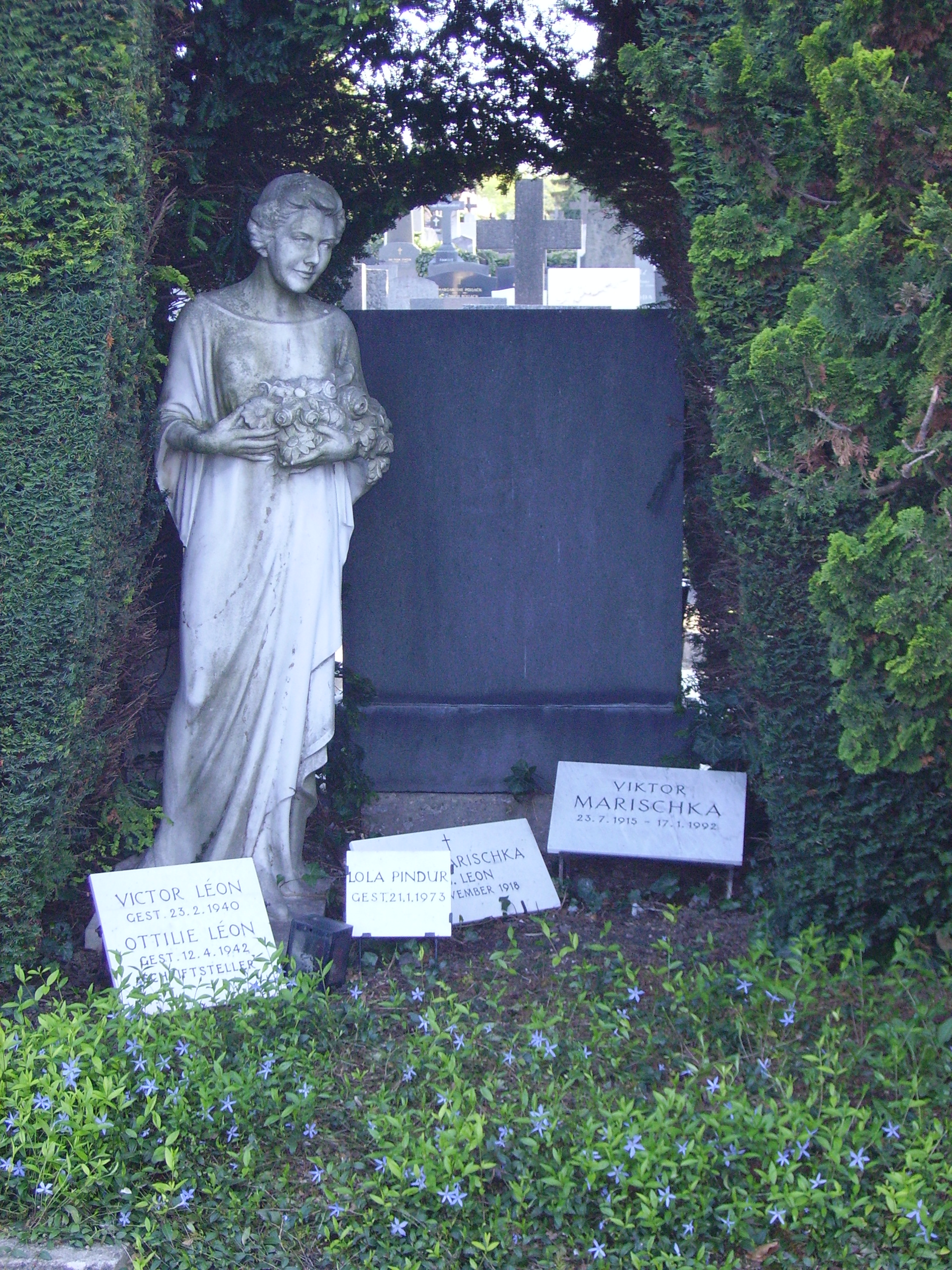
Могила Виктора Леона и его жены на кладбище Хитцинга

В 1955 году именем писателя названа аллея Viktor-Leon-Gasse в Хитцинге (Вена).